# Chorvad
Chorvad é uma cidade e um município no distrito de Junagadh, no estado indiano de Gujarat.

## Demografia
Segundo o censo de 2001, Chorvad tinha uma população de 21 196 habitantes. Os indivíduos do sexo masculino constituem 52% da população e os do sexo feminino 48%. Chorvad tem uma taxa de literacia de 50%, inferior à média nacional de 59,5%; a literacia no sexo masculino é de 62% e no sexo feminino é de 38%. 12% da população está abaixo dos 6 anos de idade.